# 둘리뮤지엄
둘리뮤지엄은 2015년 7월 만화캐릭터 ‘아기공룡 둘리’를 주제로 온 가족이 즐길 수 있는 전시 및 체험형 복합공간으로 건립되었으며, 둘리가 빙하타고 쌍문동에 정착하게 된 「아기공룡 둘리」의 이야기를 기반으로 조성되었다.

### 연혁
- 2014년   05. 22. 서울특별시 도봉구 둘리뮤지엄 설치 및 운영에 관한 조례 제정
- 2015년
  - 07. 24. 둘리뮤지엄 개관
  - 10. 07. 둘리뮤지엄 공립박물관 등록
- 2016년
  - 01. 05. 공공도서관 등록
  - 04. 08. 둘리뮤지엄 운영위원회 구성
  - 08. 30. 둘리도서관 상호대차 서비스 시행
  - 09. 13. 연간회원 서비스 시행
  - 11. 24. 둘리도서관 자료선정위원회 구성
- 2017년    01.12. 둘리도서관 북스타트 시행
- 2018년    02. 21. 둘리도서관 책이음 서비스 시행
- 2020년    05. 01. 도봉문화재단으로 운영법인 변경